# Arroyo del Ojanco
Arroyo del Ojanco ist ein südspanischer Ort und eine Gemeinde (municipio) mit insgesamt 2.143 Einwohnern (Stand: 2024) im Süden der Provinz Jaén in der autonomen Region Andalusien.

## Lage
Arroyo del Ojanca liegt in der Sierra de Segura gut 140 km (Fahrtstrecke) nordöstlich der Provinzhauptstadt Jaén in einer Höhe von ca. 540 m. Das Klima im Winter ist gemäßigt, im Sommer dagegen warm bis heiß; die geringen Niederschlagsmengen (ca. 410 mm/Jahr) fallen – mit Ausnahme der nahezu regenlosen Sommermonate – verteilt übers ganze Jahr.

## Geschichte
Arroyo del Ojanca war bis 2001 Teil der Gemeinde Beas de Segura. Der Ort hat bereits 1953 seine Unabhängigkeit beantragt. Zunächst traf das Begehr auf Ablehnung, später wurde es einfach nicht bearbeitet. Erst durch eine Entscheidung durch den Obersten Gerichtshof vom Januar 2001 wurde die Abspaltung von Beas de Segura rechtskräftig.

## Bevölkerungsentwicklung
| Jahr      | 2000  | 2010  | 2020  |
| --------- | ----- | ----- | ----- |
| Einwohner | 2.388 | 2.492 | 2.243 |

Der deutliche Bevölkerungsrückgang in der zweiten Hälfte des 20. Jahrhunderts ist im Wesentlichen auf die Mechanisierung der Landwirtschaft und den damit einhergehenden Verlust an Arbeitsplätzen zurückzuführen.

## Sehenswürdigkeiten
- Kirche der Unbefleckten Empfängnis (Iglesia de la Immaculada Concepción)
- Rathaus
- Olivenbaum

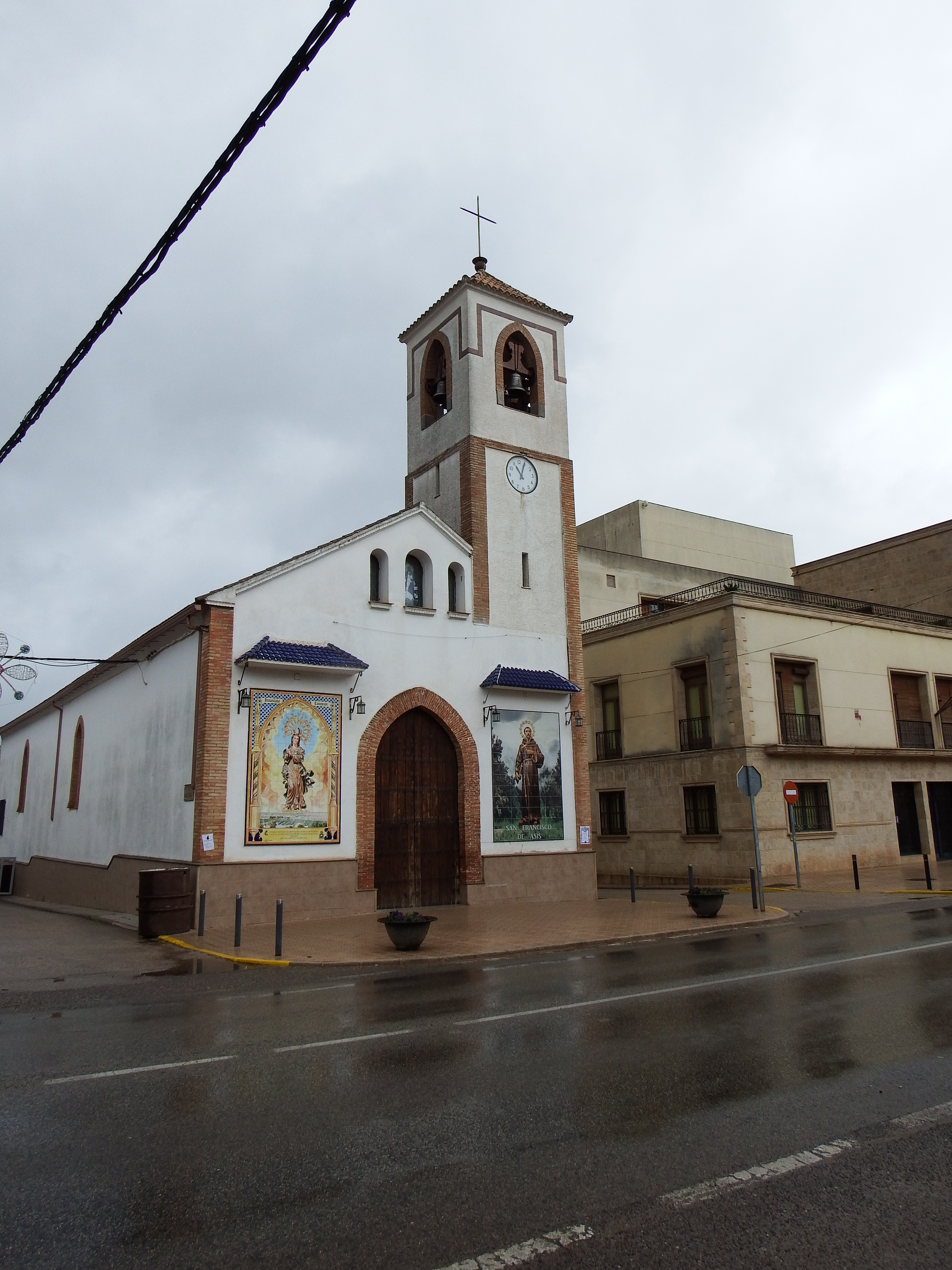
Kirche
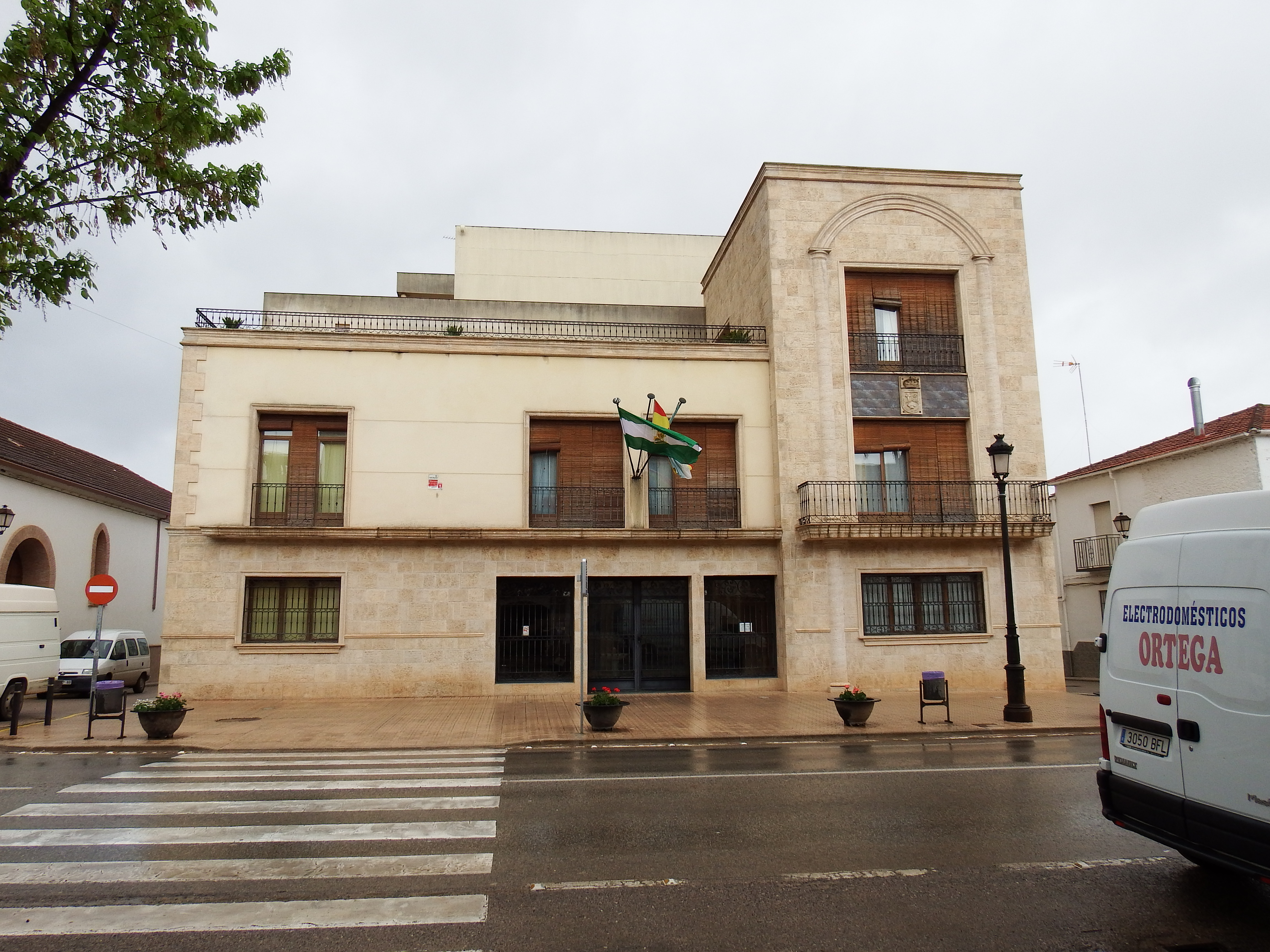
Rathaus

## Persönlichkeiten
- Valeriano Gómez (* 1957), Politiker (PSOE), spanischer Arbeits- und Sozialminister (2010/2011)